# Eerste divisie (mannenhandbal) 1981/82
De eerste divisie is de op een na hoogste afdeling van het Nederlandse handbal bij de heren op landelijk niveau. In het seizoen 1981/1982 werden Aalsmeer en E&O kampioen en promoveerden naar de eredivisie.

## Opzet
- De kampioen promoveert rechtstreeks naar de eredivisie (mits er niet al een hogere ploeg van dezelfde vereniging in de eredivisie speelt).
- De twee ploegen die als laatste eindigen, degraderen rechtstreeks naar de tweede divisie.

## Eerste divisie A

### Teams
| Ploeg         | Plaats    | Provincie     |
| ------------- | --------- | ------------- |
| BDC           | Soest     | Utrecht       |
| E&O           | Emmen     | Drenthe       |
| Enschede      | Enschede  | Overijssel    |
| ESCA          | Arnhem    | Gelderland    |
| Hercules H    | Hengelo   | Overijssel    |
| Olympia H     | Hengelo   | Overijssel    |
| Sport Vereent | Zuilen    | Utrecht       |
| UDI           | Arnhem    | Gelderland    |
| V&K           | Groningen | Groningen     |
| Volendam      | Volendam  | Noord-Holland |

### Stand
| Pos | Club          | Wed | W  | G | V  | Ptn | DV  | DT  | +/−  | Opmerking                         |
| --- | ------------- | --- | -- | - | -- | --- | --- | --- | ---- | --------------------------------- |
| 1   | E&O           | 18  | 16 | 0 | 2  | 32  | 351 | 243 | +108 | Promoveert naar de eredivisie     |
| 2   | Volendam      | 18  | 12 | 0 | 6  | 24  | 299 | 265 | +34  |                                   |
| 3   | Hercules H    | 18  | 11 | 2 | 5  | 24  | 302 | 296 | +6   |                                   |
| 4   | BDC           | 18  | 10 | 0 | 8  | 20  | 318 | 294 | +24  |                                   |
| 5   | Sport Vereent | 18  | 8  | 2 | 8  | 18  | 296 | 318 | −22  |                                   |
| 6   | Enschede      | 18  | 8  | 1 | 9  | 17  | 277 | 286 | −9   |                                   |
| 7   | UDI           | 18  | 5  | 4 | 9  | 14  | 273 | 294 | −21  |                                   |
| 8   | Olympia H     | 18  | 6  | 2 | 10 | 14  | 228 | 267 | −39  |                                   |
| 9   | ESCA          | 18  | 4  | 1 | 13 | 9   | 291 | 341 | −50  | Degradeert naar de Tweede divisie |
| 10  | V&K           | 18  | 4  | 0 | 14 | 8   | 298 | 329 | −31  | Degradeert naar de Tweede divisie |

## Eerste divisie B

### Teams
| Ploeg        | Plaats         | Provincie     |
| ------------ | -------------- | ------------- |
| Aalsmeer     | Aalsmeer       | Noord-Holland |
| Fortuna B    | Bergen op Zoom | Noord-Brabant |
| DW/Hellas    | Den Haag       | Zuid-Holland  |
| Internos     | Etten-Leur     | Noord-Brabant |
| Loreal       | Venlo          | Limburg       |
| Arts/Meteoor | Eindhoven      | Noord-Brabant |
| Pius X       | Eindhoven      | Noord-Brabant |
| Sittardia 2  | Sittard        | Limburg       |
| Swift Arnhem | Arnhem         | Gelderland    |
| UD           | Utrecht        | Utrecht       |

### Stand
| Pos | Club         | Wed | W  | G | V  | Ptn | DV  | DT  | +/− | Opmerking                         |
| --- | ------------ | --- | -- | - | -- | --- | --- | --- | --- | --------------------------------- |
| 1   | Aalsmeer     | 18  | 14 | 3 | 1  | 31  | 292 | 286 | +6  | Promoveert naar de eredivisie     |
| 2   | Arts/Meteoor | 18  | 14 | 2 | 2  | 30  | 361 | 284 | +77 |                                   |
| 3   | Swift Arnhem | 18  | 9  | 4 | 5  | 22  | 311 | 290 | +21 |                                   |
| 4   | UD           | 18  | 8  | 1 | 9  | 17  | 287 | 329 | −42 |                                   |
| 5   | Sittardia 2  | 18  | 8  | 0 | 10 | 16  | 301 | 284 | +17 |                                   |
| 6   | DW/Hellas    | 18  | 7  | 2 | 9  | 16  | 265 | 284 | −19 |                                   |
| 7   | Internos     | 18  | 7  | 2 | 9  | 16  | 282 | 304 | −22 |                                   |
| 8   | Loreal       | 18  | 7  | 2 | 9  | 14  | 260 | 272 | −12 |                                   |
| 9   | Pius X       | 18  | 6  | 0 | 12 | 12  | 342 | 382 | −40 | Degradeert naar de Tweede divisie |
| 10  | Fortuna B    | 18  | 3  | 0 | 15 | 4   | 280 | 366 | −86 | Degradeert naar de Tweede divisie |

1. ↑  Fortuna B heeft 2 punten in mindering gekregen